# Римское царство
Ри́мское ца́рство (лат. Regnum Romanum), или Ца́рский пери́од Дре́внего Ри́ма, — древнейший период истории Древнего Рима, во время которого существовала выборная монархия во главе с римскими царями. Традиционно начинается с даты основания Рима — 21 апреля 753 года до н. э. и заканчивается изгнанием последнего царя Тарквиния Гордого, с установлением Римской республики около 509 года до н. э. Исторические источники об этом периоде написаны уже в эпоху республики и империи и в значительной степени носят легендарный характер.

## Легенды о древнейшей истории Рима

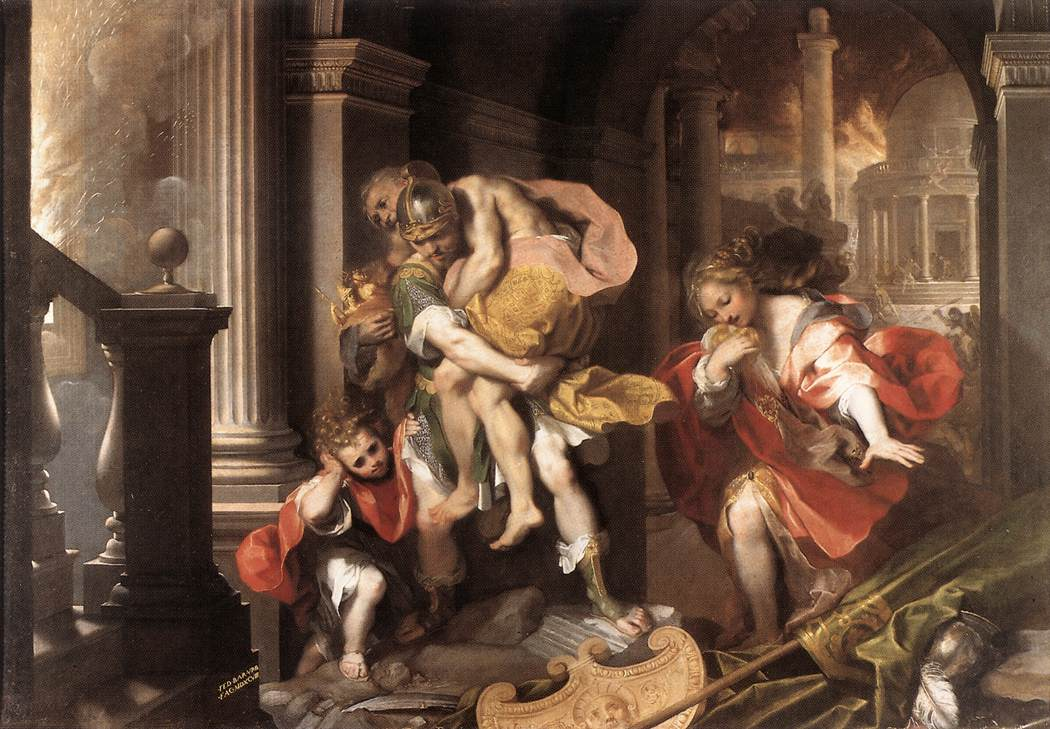
Бегство Энея из Трои. Картина Федерико Бароччи, 1598.

Согласно сведениям, переданным античными авторами, место, где возник Рим, было издревле заселено и привлекало иноземцев. Первыми колонистами Италии стали древние греки, в их числе знаменитые герои Геракл и Эвандр (см. Великая Греция). Затем, после падения Трои к побережью Лация пристали корабли троянских беглецов во главе с героем Энеем (см. «Энеида» Вергилия). Все троянцы были истомлены скитаниями, и одна из троянских женщин предложила прекратить плавание и сжечь корабли. Звали её Ромой; существуют версии, по которой в честь неё и был назван город Рим. Один из местных царей, Латин, приветливо встретил троянцев и даже выдал за Энея свою дочь — Лавинию. В честь неё Эней основал город Лавиний. После смерти Латина Эней стал царствовать и над переселенцами, и над коренными жителями. Сын Энея Асканий-Юл впервые был вынужден сдерживать агрессию этрусков и перенёс столицу государства в новый город — Альба-Лонгу, который вскоре стал господствовать над всеми городами Лация и сплотил их в Латинский союз. Правящая династия потомков Аскания-Юла получила название Сильвиев. Четырнадцатый по счёту царь Альба-Лонги Нумитор был свергнут своим братом Амулием, который, желая обезопасить себя, убил сына Нумитора и под видом почести отдал его дочь Рею Сильвию в жрицы богини Весты, потому что они должны были 30 лет хранить обет безбрачия. Но юную весталку посетил бог Марс, после чего у неё родились близнецы — Ромул и Рем, которых Амулий приказал сбросить в Тибр. Близнецы не утонули и были, по легенде, вскормлены волчицей и воспитаны пастухом Фастулом. Когда же братья выросли, они, убив Амулия, вернули трон Альба-Лонги своему деду Нумитору. Он же послал их основать новую колонию Альба-Лонги. Между братьями вышел спор о том, где именно следует построить город, Ромул убил Рема и стал таким образом первым царём Рима.
Первоначальное население города составляли преступники и изгнанники из других городов. Они часто совершали набеги на соседние народы; благодаря хитрости, они сумели организовать похищение сабинянок, тем самым, после окончания кратковременной вражды, обеспечив союз с сабинянами и их царём Титом Татием. В городе начали развиваться ремёсла и торговля. Были образованы государственные структуры, такие как сенат и институт ликторов. Влияние Рима настолько возросло, что бывшая колония сумела захватить и разрушить свою метрополию — Альба-Лонгу (при Тулле Гостилии); однако все последующие годы Рим был вынужден вести затяжные войны с соседями: сабинянами, латинами и этрусками. Все цари после Ромула имели этрусские имена, что косвенно свидетельствует о том, что Рим попал под сильное этрусское влияние. Сама власть царей была ограничена. Должность царя поначалу не передавалась по наследству: на то время, пока пустовало курульное кресло, сенатом назначался временный царь (интеррекс), который правил не более одного года и за это время должен был найти кандидатуру на должность царя и выставить её на голосование в куриатных комициях. Впоследствии власть передавалась либо по сестринской линии, либо приёмным детям, что также является этрусским обычаем. Последние цари приходили к власти в результате заговоров и убийства своих предшественников. Последним царём Рима был Луций Тарквиний Гордый, который прославился своим тираническим правлением и был изгнан римлянами. После свержения Тарквиния Гордого в Риме была провозглашена республика.
Правление последнего царя закончилось в 510 году до н. э.

## Анализ легенд и данные археологических раскопок
Годы правления, как и имена римских царей, легендарны и условны. Долгое время учёные считали историю Древнего Рима вымыслом античных писателей, однако археологические раскопки и лингвистический анализ показали, что в них, при всём обилии фантастических деталей, содержится много достоверной информации. По обнаруженным осколкам керамики микенского типа и наличию в латинском языке многих заимствованных слов из линейного письма Б, выяснилось, что легенды об Эвандре и Геракле могут иметь реальные основания: во II тыс. до н. э. ахейские греки создали торговые фактории на юге Италии, хотя следов их пребывания в Лации не найдено.
Археологические данные не подтверждают и не опровергают версию об основании Рима в VIII веке до н. э. Первые поселения недалеко от Бычьего Форума и в районе Сант-Омобоно относятся к XV веку до н. э., однако, их связь с поселениями более поздней эпохи не установлена. Палатин и район Форума были заселены с X века до н. э. В IX — начале VIII века до н. э. деревни Лация уже являлись частями более крупных объединений, но никаких следов общелатинского союза, которое античная традиция связывала с Альба-Лонгой, не обнаружено.
На Палатине, точнее, на склоне Гермала, в 1948 были раскопаны остатки трёх хижин VIII века до н. э., но мнение о том, что это был дом Ромула, разумеется, ни на чём не основано. Период III фазы Лациальной культуры (около 770—730 до н. э.) характеризуется более заметными признаками социальной дифференциации. Железо становится общедоступным, в более богатых мужских могилах постоянно встречается оружие; керамические модели колесниц, означающие высокий социальный статус, обнаружены в мужских и женских захоронениях. В первой половине VIII века до н. э. греческая колонизация достигла западного побережья Италии, и греческий импорт начал оказывать влияние на культуру и экономику Лация. Местное ремесленное производство выходит за рамки обеспечения хозяйственных потребностей и приобретает товарный характер.

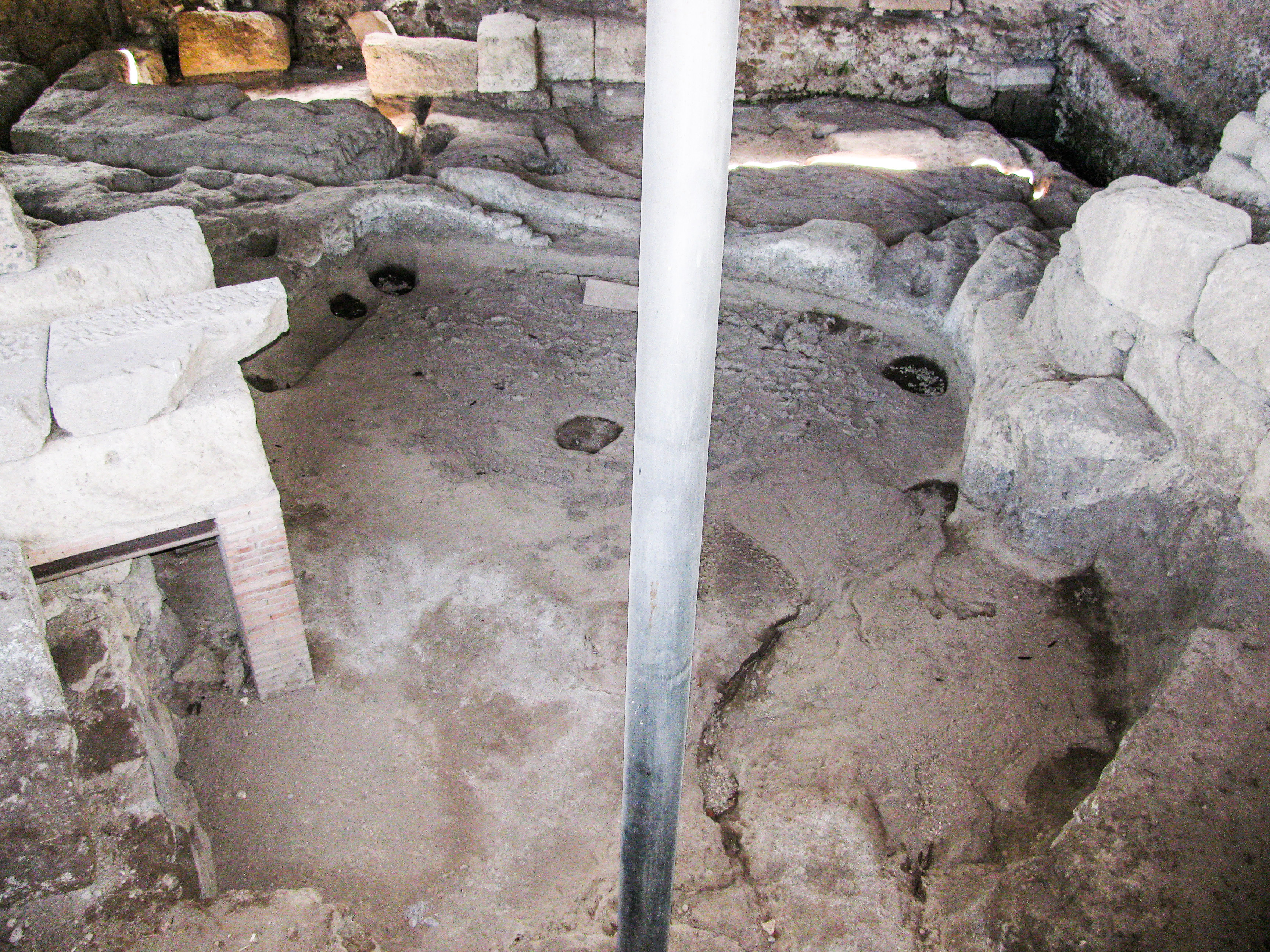
Остатки хижин VIII века до н. э. на Палатине

В VII веке до н. э. появляются признаки заселения Капитолийского холма. Находки, относящиеся к IVа фазе лациальной культуры (ранняя и средняя ориентализирующие стадии, 730—630 до н. э.), свидетельствуют о значительном богатстве аристократии, однако, римские гробницы не могут сравниться с этрусскими или пренестинскими. Возможно, что наиболее богатые захоронения были разграблены ещё в древности, или до сих пор не открыты. Другое объяснение предполагает, что либо римская аристократия не располагала большими средствами, либо законы и обычаи Рима, известного позднее показной строгостью нравов, уже тогда запрещали чрезмерно богатые погребения.
В VII веке до н. э. в Этрурии и Лации распространяется греческий тип вооружения и тактики пехоты и кавалерии, вытеснивший прежние двойные топоры и колесницы, сохранившиеся с тех пор только в церемониальной сфере.
На рубеже VII и VI веков до н. э. начинается раннегородской период истории Лация (поздний ориентализирующий стиль, 630—580 до н. э.) Для этого периода достаточно чётко установлено превращение района Палатина и Форума в центр городской власти — около этого времени жилые строения заменяются общественными и культовыми сооружениями. Площадь для народных собраний существовала уже к 600 до н. э., и расположенное там здание гипотетически отождествляется с Гостилиевой курией — местом заседаний сената. Первые надписи в Риме также появляются после 600 до н. э. (Lapis niger).
Основным районом раскопок в Риме является Палатинский холм; о поселениях на других холмах известно очень мало, так как плотная городская застройка препятствует планомерным изысканиям. Таким образом, археология не в состоянии подтвердить версию о сабинском поселении на Квиринале, а об Авентине и Целии известно ещё меньше.

## Возникновение Рима
Первоначально поселения, возникшие на территории города, представляли собой разобщённые посёлки, в которых община играла главную роль. В VIII в. до н. э. в Лации, на холмах Палатина, Эсквилина, Целии и Квиринала появилась группа примитивных поселений. Укреплённые селения были родовыми посёлками, расположенными на вершинах и верхних склонах холмов. Болотистые низины между ними стали пригодны для жилья лишь со временем, когда люди начали осушать их. Жители Палатинского холма сжигали своих умерших, как и другие латинские племена, в то время как на Квиринальском или Виминальском холмах покойных хоронили в земле, в деревянных колодах, как в Сабинской области. Поэтому считается, что Палатин и часть Целия принадлежали латинам, а северные холмы — сабинянам. Первые римские поселенцы жили в круглых или прямоугольных хижинах, построенных на деревянном каркасе с глиняной обмазкой; основным их занятием было скотоводство. В хозяйственных целях осваивались не только холмы, но и низины между ними.
Объединённая римская община образовалась путём слияния мелких посёлков. В течение VII в. до н. э. соседние селения слились в одно. Первыми объединились жители Палатина и Эсквилинского холма, а также лежащей под ним долины Субуры. На Палатине была выстроена крепость этого нового посёлка. Обитатели его справляли ежегодно праздник «семигорья», название которого произошло от семи остановок праздничной процессии. Впоследствии это название и дало повод считать, что Рим возник на семи холмах. Вскоре селение расширилось за счёт присоединения общин Квиринала. В том же VII в. до н. э. Целий был заселён этрусками и также включён в состав возникающего города. В начале VI в. до н. э. становится обитаемым Капитолий, а низина между холмами — общей базарной площадью — форумом — будущим центром общественной и политической жизни города Рима. На Капитолии была построена общая крепость. В то время народ Рима (populus) состоял из трёх родовых триб, соответствующих афинским филам. Известны их поздние названия: тиции, рамны и луцеры; считается, что трибы соответствовали этнической структуре; так рамны — это латины, тиции — сабиняне, а луцеры — этруски. На основе триб комплектовались всаднические отряды; вероятным способом управления римской общины была военная демократия, причём основным политическим институтом были комиции — собрание воинов, аналог русского вечевого схода. К тому же периоду относится осушение болот в низинах между холмами — это привело к освоению низин и строительству центрального рынка — Форума. Восстановление дренажной системы Рима Наполеоном Бонапартом позволило начать раскопки форума.
Так путём объединения различных посёлков в единую общину возник Рим. На заре своего существования будущая столица огромной империи представляла собой чередование кривых улиц, петляющих по невысоким холмам и сыроватым низинам — постоянному рассаднику малярии. Жилища первых римлян были весьма неприглядны: это даже не дома, а разбросанные без всякого плана хижины из ветвей, обмазанные глиной и крытые соломой или тростником. Но город стоял в удобном месте. Возвышенности создавали естественную защиту от врагов, рядом протекала судоходная река, в устье её можно было добывать соль, вокруг было много леса, а по склонам холмов — сочные пастбища.
Жители Древнего Рима занимались в основном скотоводством, земледелие играло меньшую роль. Немалое значение на первых порах имели охота и рыболовство, а также добыча соли.

## Политическое устройство царского Рима
Царский Рим был управляем посредством Сената, Комиции и Царя. Сенат представлял собой совет старейшин, каждый из которых представлял один из римских родов. Комиции представляли собой специфический вид народного собрания — в них участвовали мужчины-граждане от каждой курии, то есть военные, так как курии в Риме были именно военными административными единицами.
В ранний период существования римского царства верховный правитель избирался народным собранием по представлению Сената, а его функции были строго ограничены военным предводительством, вынесением приговоров в суде и религиозным культом (царь совмещал свой светский пост с должностью верховного жреца). Подобное распределение государственных должностей и власти позволяет говорить о военно-демократическом строе раннего Рима.
Если первоначально полноценными гражданами считались все члены курий, то с ростом численности населения вследствие в том числе военных завоеваний был выделен слой переселенцев, ограниченных, в первую очередь, в своих политических правах. Они получили название плебса, а их положение было схожим с греческими метэками, однако они, вдобавок, ещё и получали в собственность земельный надел.
В дальнейшем влияние аристократов было существенно ограничено, Рим был поделён не по родовому, а по территориальному признаку, а плебс, благодаря сословному, основанному на экономическом критерии, делению общества начал постепенно включаться в военную и политическую жизнь. Кроме того, после достаточного усиления царей, была упразднена и процедура их избрания.
Символы царской власти в Риме были во многом заимствованы благодаря мощному влиянию этрусков. Среди них была корона, изготовленная в виде венка дубовых листьев, пурпурного цвета плащ, расшитый золотом, украшенный слоновой костью трон.
Легитимность царя могла базироваться на двух общественных силах — аристократах, знати, с одной стороны, и народе — с другой. Римский царь не был абсолютным монархом, а потому ему приходилось либо действовать в интересах низших слоёв общества, либо угнетать народ в пользу знати. Подобная постоянная балансировка делала положение царя неустойчивым и требовала от него политического таланта для её удержания.

### Падение царской власти
Новое общественное устройство привело к ослаблению власти родовой патрицианской знати и крушению прежних порядков, на месте которых возникают органы государственной власти. Включение плебеев в общину и борьба против этрусского господства усиливают сопротивление царям. Недовольство тиранией последнего римского царя Тарквиния Гордого привело к его свержению и образованию республики.

## Римские цари
После Ромула царём стал Нума Помпилий, который активно занимался государственным строительством. Он не вёл активных войн, но именно при нём был упорядочен религиозный культ, при этом Ромул был причислен к сонму богов, учреждены коллегии, ведавшие ремесленным производством и отправлением религиозного культа, а также упорядочена торговля внутри Рима посредством введения нундин — единых дней торговли, устраивавшихся в конце каждой римской восьмидневной недели.
Последующие цари были более воинственными. Так, Тулл Гостилий с целью расширения границ Рима разгромил город Альба-Лонга, переселив его жителей в Рим, удвоив тем самым римское население, а также усилил римскую армию. Укрепление Рима продолжил Анк Марций, активно боровшийся с граничившими с Римом племенами. Кроме того, он начал освоение Тибра, основав на нём Остию-Антику, которая стала первой римской колонией.
Большой вклад в отстройку города внёс Луций Тарквиний Приск. При нём были укреплены городские стены, построена римская канализация, Большой римский цирк, а также заложены весьма грандиозные сооружения — храм Юпитера и Форум.
Ярчайшим римским царём стал Сервий Туллий. Он не только продолжил укрепление военно-политических позиций Рима, осуществив успешные военные кампании против приграничных племён, в том числе сильнейших из них — этрусков, и отстроив более мощные городские укрепления, но и провёл значительную политическую реформу. Благодаря ей на какое-то время было ослаблено социальное напряжение, так как ранее бесправные плебеи получили возможность включаться в политический процесс, а родовая знать была значительно ослаблена, так как теперь в основе сословного деления общества лежал исключительно имущественный критерий.
Последним римским царём стал Тарквиний Гордый. Он уделял основное внимание внешней политике, ведя её весьма агрессивно. Он решительно подавил этрусков, давних противников Рима, заключив при этом союз с латинянами — другим влиятельным приграничным народом. Были также подавлены сабиняне. Во внутренней политике Тарквиний также был жёсток со своими политическими противниками, решительно подавляя сторонников усиления Сената. Можно говорить о тираническом стиле его правления. Одновременно с этим, при Тарквинии Гордом, благодаря успешным завоеваниям, на полученные средства удалось достроить грандиозный храм Юпитера, канализацию, соорудить ряд других построек.

## Общественный строй

### Социальное устройство древнейшей римской общины
В древнейшее время в Риме сохранялись родовые отношения. Род, подобно греческому, был отцовским, сородичи носили одно имя, которое производилось от имени предка. Из древнейших родов известны Аврелии, Валерии, Клавдии, Корнелии, Фабии, Юлии, Эмилии и др. Члены рода сообща владели землёй, обладали общим местом погребения.
Население состояло из 300 родов, 10 родов соединялись в курию, а 10 курий — в трибу. Каждая из трёх триб представляла собой отдельное племя. Членом римского народа мог стать лишь тот, кто принадлежал к одному из родов. Старейшину выбирали все члены рода, совет старейшин (сенат) ведал делами общины. Впоследствии в качестве старейшин стали избирать представителей только одной семьи каждого из родов, что привело к возникновению родовой знати и «патрицианских» семей. Напротив, более бедные семьи представляли слой кабальных рабов и людей, находящихся в разных видах зависимости, зачастую сходных с патриархальным рабством. Процесс разрушения родовой организации усугублялся тем, что на расширившейся в результате завоеваний территории Рима оказалось новое население из покорённых, преимущественно латинян, и из добровольно обосновавшихся в городе чужаков. Эти поселенцы, число которых росло, получили название плебс — то есть множество.
Институт клиентелы, возникший в тот же период, предполагал предоставление покровительства со стороны знатных людей чужакам, не входившим в состав римских родов, либо представителям обедневших семей. Знатные люди становились их патронами. Патрон принимал клиента в свой род, давал ему своё имя, выделял часть земли, защищал в суде; клиент (верный, послушный) во всём подчинялся патрону, обязан был участвовать вместе с его родом в войне. Институт клиентелы был распространён до возникновения оформленной государственной власти.
Успешные набеги на соседние народы и большая военная добыча способствовали выделению военной аристократии, представители которой составляли сенат и выбирали царя, который по своим полномочиям примерно соответствовал древнегреческому тирану. Это народное собрание, собиравшееся по куриям, принимать участие в котором имели право только мужчины-воины, получило название куриатных комиций. На них обсуждались, а затем принимались или отвергались новые законопроекты, а также избирались высшие должностные лица, включая царя. Оно представляло собой высший судебный орган в вопросах вынесения смертного приговора римскому гражданину, в её функции входило также объявление войны. Римские цари совмещали функции военачальника и верховного судьи. Являясь выборными племенными вождями, они не были похожи на самодержцев древневосточных деспотий, следовательно, применение к ним термина царь представляется весьма условным.
Рост населения Рима привёл к тому, что в трибы перестали записывать новых членов, и новые пришельцы становились плебеями, которые получали от римлян земельный надел, но не имели права участвовать в политической жизни государства. Плебеи были свободны, они добились права частной собственности на землю, занимались торговлей и ремеслом. В процессе смешения с римскими родами и через институт клиентелы плебеи постепенно включались в родовую организацию на ограниченных правах. К данному периоду Римской истории относится и возникновение рабства, не получившего ещё значительного развития. Рабы, использующиеся преимущественно в домашнем хозяйстве, набирались из числа военнопленных. Так начинается классовое расслоение внутри римской общины и её разложение.

### Реформы Сервия Туллия
Эпоха Анка Марция (VI в. до н. э.) отмечена усилением влияния на Рим этрусской культуры. Все последующие цари были по происхождению этрусками. В обиход вводятся многие этрусские обычаи и верования. Возможно, этруски захватили власть в Риме. Вскоре после этого обостряется борьба народа против родовой знати, причиной которой могли являться противоречия между плебеями и коренным населением Рима.
Этот период аристократия по рождению заменяется аристократией по богатству (реформы Сервия Туллия). Вводится новое устройство римской общины (территориально-имущественный принцип). В результате территория Рима была разделена на 4 трибы, представлявших теперь обычные территориальные округа, вместо старого родоплеменного значения. Это было вызвано, в том числе, стремлением царя ограничить влияние усилившейся родовой аристократии, составлявшей Сенат. Для этого было произведено не только деление города на трибы по территориальному принципу (с целью перемешать население, подобно Клисфену в Афинах), но и некоторое перераспределение земельных наделов, что было уже испытанным инструментом царей в ослаблении аристократов.
Следует отметить включение плебеев в политическую жизнь общества и ослабление власти сената. В состав новых триб вошло всё гражданское население, проживающее на данной территории, из числа как патрициев, так и плебеев (землевладельцев данного округа). Патриции и плебеи были разделены на 5 классов по имущественному признаку. На каждый из классов возлагались военные обязанности по выставлению определённого количества центурий — сотен (пехотинцев или всадников), разграничение касалось и качества вооружений. Политическим результатом реформы стало вытеснение куриатных комиций — собранием по центуриям, большинство в котором принадлежало представителям высших классов.
Реорганизация сословного деления общества имела и военно-политическое значение: если ранее войско комплектовалось путём предоставления солдат от каждого рода, что усиливало позиции аристократов, то теперь оно формировалось путём выдвижения от каждого из сословий определённого количества воинов.
Неимущие не входили ни в один из классов. Они получили название пролетариев (от лат. «proles» — потомство). Этим подчёркивалось, что всё их имущество состоит только в потомстве.
В современной исторической науке высказываются мнения о том, что Сервию было приписано много установлений более позднего периода. В частности, указывается на то, что проведение центуриатной реформы и слияние патрициев и плебеев в один народ могли иметь место не ранее V—IV вв. до н. э.
В дальнейшем царская власть была настолько усилена, что институт их избрания был ликвидирован.

## Экономическое развитие

### Промыслы
В этот период Рим в экономическом отношении уступал племенам этрусков и наиболее развитым греческим полисам и колониям. Так как на Апеннинском полуострове был благоприятный климат и плодородные почвы, основным занятием римлян было земледелие. Кроме того, существенное развитие получило виноделие. Римляне занимались производством вина с древнейших времён, однако позаимствовали в дальнейшем ряд технологий у греков. Греки же привнесли в сельское хозяйство Рима культуру выращивания олив.
Рельеф полуострова ограничивал возможности развития скотоводства. В основном римляне разводили овец, коз, коней и свиней, а на равнинных территориях — волов.
Кроме того, территория была богата определёнными видами полезных ископаемых. Особенно успешно развивалась добыча железа — на острове Ильва находились железные рудники. Таким образом металлургия была одним из важных промыслов римлян. Кроме того, активно развивалось литьё из бронзы — этрусские бронзовые изделия были исполнены на высшем уровне мастерства.
Развивалось и керамическое производство. В эту эпоху активно изготавливались различные изделия из терракоты, а также чернолаковая глиняная посуда.
По ряду свидетельств, уже в царскую эпоху в Риме создавались небольшие ремесленные мастерские, специализировавшиеся на производстве тех или иных товаров. Кроме того, скорее всего уже в это время в ремесленное производство стали привлекать и рабов, которые, помимо этого, были заняты и в земледелии. В это время рабство ещё носило патриархальный характер, а потому хозяева точно так же участвовали в производстве, однако самый тяжёлый труд всё же доставался рабам.

### Торговля
В это время активно развивалась и торговля, как внутренняя, так и международная. Римляне экспортировали зерно и хлеб, металлические и бронзовые изделия, керамику. Импортировались пшеница, оливковое масло, вина. Рим быстро становился местным центром торговли, так как в нем образовался торговый узел из нескольких — преимущественно морских — торговых путей.
Особенно тесные торговые связи у латинцев и этрусков были с греческими колониями и Балканской Грецией. Туда ввозились бронзовые, янтарные изделия, керамика. Более того, и этруски специализировались на добыче янтаря и производстве из него различных украшений.
Для торговли в Риме выделялись специальные дни. Весь римский год был поделён на восьмидневные циклы (аналог недель), и на девятый день, после окончания этого цикла, ремесленники, земледельцы и торговцы сходились и съезжались в Рим, чтобы продать свой товар. Такие дни назывались нундинами. По большим религиозным праздникам устраивались ярмарки.
Уже в VI в. до н. э. на территориях, принадлежавших Риму, началась чеканка собственных монет, что интенсифицировало торговлю. Однако первые римские монеты были неудобными в обращении, так как весили почти 300 г. Сначала они представляли собой простые монолитные куски меди, отлитые в специальных формах и только позднее их стали украшать различными рельефами.

## Культура

### Письменность и литература
Культура римского общества в этот период была ещё довольно примитивной, хотя уже существовала письменность. Алфавит заимствован римлянами у греков, которые жили в Кумах на западном побережье Апеннинского полуострова.
Древнейшим памятником латинской письменности, который удалось дешифровать, является Пренестинская фибула. К этому же времени относятся зачатки литературного творчества. До нас не дошли памятники древнейшей народной поэзии, которая существовала у римлян, как и у других народов; но в более поздних источниках имеются их отрывки, восходящие к глубокой древности.

### Традиции и образование
В древнюю эпоху семье принадлежала важнейшая роль в воспитании. Подрастающее поколение воспитывалось в духе уважения к предкам, подчинения отцовской власти. Хороший гражданин отождествлялся у римлян с послушным сыном и дисциплинированным воином. Древнее законодательство предусматривало суровые наказания за нарушение родительской воли.
Возникновение элементарных школ в Риме историк Тит Ливий относит к V в. до н. э. В них обучались, главным образом, дети свободных. Обучение было совместным. Принимались дети с 7 лет, учёба продолжалась в течение 4—5 лет. Дома или в школах детей обучали латинскому и греческому языкам, письму, чтению и счёту.

## Искусство
Искусство Рима представляло собой последний, завершающий этап в развитии античной художественной культуры. Для римлянина в большей степени, чем для грека, искусство являлось одним из средств организации жизни, поэтому ведущее место в Риме заняли архитектура, инженерные поиски, скульптурный портрет, отличающийся интересом к конкретной личности, а также исторический рельеф, который обстоятельно повествует о деяниях граждан и правителей.
В древнеримском искусстве реализм преобладал над вымыслом, а повествовательное начало — над философским обобщением. Кроме того, в Риме произошло чёткое разделение искусства на официальное и отвечающее запросам частного потребителя. Официальное искусство играло важную роль в римской политике, будучи активной формой утверждения государственной идеологии в завоёванных областях.
Особенно велико значение архитектуры, которая сочетала идеологические функции с организацией общественного быта. В римской строительной практике сложилась система конструктивных, планировочных и композиционных приёмов, которые позволяли зодчему всякий раз находить решение, прямо вытекающее из назначения данной постройки.
Распространяя свой стиль в покорённых провинциях, римляне в то же время легко усваивали художественные принципы этрусков и греков. В древнейший период искусство Рима развивалось в рамках среднеиталийских археологических культур эпохи железа. В пору формирования собственно древнеримской художественной культуры, в VIII—IV в. до н. э. римское зодчество испытывало колоссальное влияние этрусской архитектуры. У этрусков римляне заимствовали высокую строительную технику и исходные типы ряда сооружений.